# Jardín de la Casa Sorolla (pintura de 1920)
Jardín de la Casa Sorolla es una obra del pintor postimpresionista español Joaquín Sorolla. Se trata de un óleo sobre lienzo pintado en 1920. Forma parte de la colección del Museo Sorolla.
La pintura, enmarcada en el luminismo, muestra uno de los jardines de la casa madrileña del pintor (donde actualmente está el Museo Sorolla). El mismo Sorolla trazó los planos preliminares del jardín. Entre 1916 y 1920, aprovechando los breves periodos de descanso en su trabajo para la Hispanic Society de Nueva York, Sorolla pintó su jardín desde distintos puntos de vista, llegando a formar un corpus en su obra. Esta versión fue una de las últimas antes de que el artista sufriera un ataque de hemiplejia y que le impidió seguir pintando. Sorolla llegó a pintar más de 40 cuadros sobre los jardines de su casa de Madrid.
El cuadro muestra una parte de los jardines segundo y tercero, que están separados por unas columnas. El centro lo ocupa una butaca de mimbre vacía que usaba Sorolla. El tercer jardín fue creado, al igual que el primero, en 1911, pero plantado entre 1912 y 1913, y replantado en 1917, tras terminar el segundo jardín. El segundo fue el último en ser creado, y plantado entre 1915 y 1916. Está inspirado en los jardines del Generalife de Granada. Entre ambos jardines, que es la zona retratada, dispuso esculturas en bronce copias de esculturas del Museo Arqueológico de Nápoles.